# Кан Шэн
Кан Шэн (кит. 康生, пиньинь Kāng Shēng; в документах Коминтерна также Кан Син. 1898, Чжучэн — 16 декабря 1975 года, Пекин) — один из лидеров Коммунистической партии Китая, руководитель органов госбезопасности, один из главных организаторов «Культурной революции». Посмертно осуждён вместе с участниками «Банды четырёх».

## Биография

### Ранние годы
Будущий революционер Кан Шэн родился зимой двадцать четвёртого года правления императора Гуансюй (1898 год) в деревне Датай уезда Цзяокань провинции Шаньдун (ныне район Хуандао), получив имя Чжан Цзункэ (张宗可), имя учтивости Шаоцин (кит. трад. 紹卿, упр. 绍卿, пиньинь Shàoqīng). Точные месяц и день его появления на свет неизвестны, у него было три старших брата — Чжан Цзунъи, Чжан Цзункай и Чжан Цзунжу. Прадед Чжан Хунъи получил конфуцианскую степень, а дед учился в частной школе, в семье культивировалось чжусианство. Отец — Чжан Фасян — являлся крупным землевладельцем, у которого было более 500 му земли (порядка 35 га).
В 1920 году Кан посещал подготовительные курсы в Университете Цинхуа. В 1921—1923 гг. преподавал в сельской школе в Чжуцзяне, провинция Шаньдун. В 1924 году поступил в Шанхайский университет на факультет социологии. В 1925 году Кан вступает в КПК и начинает подпольную деятельность. В 1927 году принимает участие в неудачном коммунистическом восстании. В качестве лидера партийной ячейки КПК он участвует в нескольких восстаниях в Шанхае под руководством Чжоу Эньлая. В этом же году после очередного неудавшегося восстания Кан бежит из Шанхая. После этого некоторое время возглавлял партийный комитет провинции Цзянсу.
В некоторых документах говорится, что до того, как Кан отправился в качестве постоянного члена делегации КПК при Коминтерне в Москву, он был членом Политбюро ЦК КПК в 1931 году и секретарём ЦК КПК в 1931—1933 гг. В период 1934—1937 годов работал в Коминтерне под началом Ван Мина и Чэнь Юня, после чего отбыл в Яньань. Это подтверждается тем, что Кан Син представлял КП Китая на XVII съезде ВКП(б) с совещательным голосом от ИККИ.

### Яньаньский период
Приблизительно в конце 1930-х годов Кан прибыл в ставку Мао Цзэдуна в Яньань и в 1938 году был назначен в секретариат ЦК КПК. В 1938—1945 годах Кан Шэн возглавлял Шэхуэйбу — главный орган разведки КПК до её прихода к власти в 1949 году.
К этому времени Ван Мин оказался в опале и Чжан Готао занимает его место в Коминтерне. На стороне Мао Кан начал борьбу против сторонников Ван Мина внутри партии.
В Яньане Кан становится близким другом Цзян Цин, которая только вступила в КПК. Он знакомит её с Мао Цзэдуном, который вскоре женится на ней.
В Яньане Кан сближается с Мао и в 1942 году начинает кампанию чжэнфэн по чистке рядов КПК. Кан Шэн был основным руководителем этой кампании, его ведомство проводило репрессии и жестокие дознания. В то время он имел большое влияние на Мао. Однако в 1945 году при сворачивании кампании чжэнфэн Кан Шэн был объявлен ответственным за все перегибы и подвергся сам суровой критике.
Во время гражданской войны Кан работал руководителем партийного комитета провинции Шаньдун и заместителем генерального секретаря Восточного бюро КПК.

### После 1949 года
После образования КНР Кан практически не появлялся на публике и не играл важную роль в жизни страны. В середине 1950-х годов, благодаря своей активной роли в нападках на Пэн Дэхуая, Кан возвращает контроль над аппаратом безопасности КПК. Кан становится личным агентом Мао во внутрипартийной борьбе и начинает кампанию по борьбе с традиционалистами в 1959 году, которая позже переросла в «Культурную революцию». В 1962 году при поддержке Цзян Цин он становится членом Секретариата ЦК КПК. В 1966 году Кан избирается членом Политбюро ЦК КПК и становится «советником» — фактически одним из руководителей — Группы по делам «Культурной революции».
Во время «Культурной революции» Кан был вовлечен в кампании против Пэн Дэхуая, Лю Шаоци, Дэн Сяопина, Линь Бяо и многих других лидеров КПК. Его позиции в партии росли по мере того, как её лидеры попадали в опалу и покидали свои посты. Кампании политического террора, которые организовывал Кан, добрались и до Внутренней Монголии, где началась охота на членов запрещенной Народной партии Внутренней Монголии, и до провинции Юньнань, где были убиты тысячи человек. Кан умело провоцировал и манипулировал людьми, оставаясь при этом в тени всего происходящего. Мао был очень доволен Каном за его успешную борьбу с классовым врагом и умением возлагать всю вину на других людей, в результате чего Кан добился невероятной власти во время «Культурной революции».
Деятельность Кана оставила след и во внешней политике страны. В то время как руководство КПК рассматривало в качестве антиимпериалистического лидера в Камбодже Нородома Сианука, Кан лоббировал интересы лидера «Красных кхмеров» Пол Пота, который позже стал протеже Китая в Юго-Восточной Азии.
Вершиной его власти стало то, что он считался четвёртым человеком в стране после Мао, Линь Бяо и Чжоу Эньлая. Его последним детищем стала кампания 1976 года, направленная против Чжоу Эньлая и Дэн Сяопина. Но Кан так и не дожил до начала этой кампании и умер от рака 16 декабря 1975 года. Перед самой смертью он обвинил Цзян Цин в том, что она предала КПК. Возможно, он предвидел скорое поражение Цзян Цин и хотел как-то реабилитироваться в глазах новой власти.

## После смерти
Даже если бы Кан не умер, он был бы смещён со всех постов после смерти Мао и разоблачения «Банды четырёх». Ху Яобан сравнил Кана с руководителями советских органов безопасности Феликсом Дзержинским и Лаврентием Берией. А Чэнь Юнь потряс многих словами: «Мао Цзэдун — это не Бог, а всего лишь человек. Лю Шаоци — это отнюдь не сатана, но человек, а вот Кан Шэн — это никак не человек, а просто исчадие ада». В 1980 году Кан был посмертно исключён из партии и его прах был вывезен с Бабаошаньского революционного кладбища, где похоронены многие лидеры КПК.

## Личная жизнь
Кан Шэн прожил свою жизнь очень расточительно и не отказывал себе ни в чём. Кан был очень хорошим живописцем, ценителем антиквариата, сочинял стихи, увлекался историей. Очень высоко ценил китайский антиквариат и присвоил очень много ценных вещей из хранилищ Запретного города. Этот факт его биографии открылся только после его смерти. По совокупной стоимости всех вещей, которые он себе присвоил, некоторые исследователи посчитали, что Кан был первым миллионером среди лидеров КПК.
Кан был женат на Цао Иоу. На протяжении долгого периода времени он имел внебрачные связи с сестрой своей жены. Также Кану приписывают большое количество любовниц, для которых он покупал квартиры или строил дома.

### Первоисточники
- Zīshēn yùlì: Kāng Shēng yǔ `wéngé' : Старший тюремщик: Кан Шэн и Культурная революция. Сост. Джон Сизифус. (Серия «Культурная революция») :  [кит.] / Yuēhàn Xīxīfúsī biānzhuàn. — Táiběi : Xīxīfúsī wénhuà, 2016年. — Т. I. — 424 p. — (Wéngé fēngyún cóngshū, 11). — Ориг.: [資深獄吏康生與「文革」／約翰西西弗斯編撰. 臺北市西西弗斯文化.（文革風雲叢書,11)]. — ISBN 978-986-92955-0-5.
- Zīshēn yùlì: Kāng Shēng yǔ `wéngé' : Старший тюремщик: Кан Шэн и Культурная революция. Сост. Джон Сизифус. (Серия «Культурная революция») :  [кит.] / Yuēhàn Xīxīfúsī biānzhuàn. — Táiběi : Xīxīfúsī wénhuà, 2016年. — Т. II. — 406 p. — (Wéngé fēngyún cóngshū, 12). — Ориг.: [資深獄吏康生與「文革」／約翰西西弗斯編撰. 臺北市西西弗斯文化.（文革風雲叢書,12)]. — ISBN 978-986-92955-1-2.
- Zīshēn yùlì: Kāng Shēng yǔ `wéngé' : Старший тюремщик: Кан Шэн и Культурная революция. Сост. Джон Сизифус. (Серия «Культурная революция») :  [кит.] / Yuēhàn Xīxīfúsī biānzhuàn. — Táiběi : Xīxīfúsī wénhuà, 2016年. — Т. III. — 436 p. — (Wéngé fēngyún cóngshū, 13). — Ориг.: [資深獄吏康生與「文革」／約翰西西弗斯編撰. 臺北市西西弗斯文化.（文革風雲叢書,13)]. — ISBN 978-986-92955-2-9.
- Zīshēn yùlì: Kāng Shēng yǔ `wéngé' : Старший тюремщик: Кан Шэн и Культурная революция. Сост. Джон Сизифус. (Серия «Культурная революция») :  [кит.] / Yuēhàn Xīxīfúsī biānzhuàn. — Táiběi : Xīxīfúsī wénhuà, 2016年. — Т. IV. — 482 p. — (Wéngé fēngyún cóngshū, 14). — Ориг.: [資深獄吏康生與「文革」／約翰西西弗斯編撰. 臺北市西西弗斯文化.（文革風雲叢書,14)]. — ISBN 978-986-92955-3-6.
- Владимиров П. П. Особый район Китая. 1942—1945. — М. : Издательство Агентства печати Новости, 1973. — 656 с.

### Биографии и монографии
- Bā Yàntài. Máo Zédōng yǔ Kāng Shēng: Dòuzhēng zhéxué dàshī yǔ zhěng rén zhuānjiā : Ба Яньтай. Мао Цзэдун и Кан Шэн: Корифей философии борьбы и эксперт по травле :  [кит.]. — Xiānggǎng : Míngjìng chūbǎnshè, 2000年. — 2, 6, 205 p. — (“Zhēn xiāng” xìliè; 18). — Ориг.: [巴彥泰著. 毛澤東與康生:鬥爭哲學大師與整人專家. 香港:明鏡出版社 (《眞相》系列 ; 18)]. — ISBN 962-8744-06-2.
- Lín Qīngshān. Kāng Shēng wàizhuàn: Yīgè yīnmóu jiā de fǎ jì shǐ : Линь Циншань. Биография Кан Шэна: История успеха одного заговорщика :  [кит.]. — Běijīng : Zhōngguó qīngnián chūbǎnshè, 1988年. — 432 p. — Ориг.: [康生外传:一个阴谋家的发迹史 / 林青山著. 北京:中国青年出版社]. — ISBN 7-5006-0463-7.
- Dīng Lóngjiā, Tīngyǔ. Kāng Shēng yǔ “zhàojiànmín yuān àn” : Дин Лунцзя, Тинъюй. Кан Шэн и сфабрикованное дело Чжао Цзяньминя. — Běijīng : Rénmín chūbǎn shè, 1999. — 15,  347 p. — Ориг.: [康生与“赵健民冤案”/丁龙嘉, 听雨著. 北京:人民出版社]. — ISBN 7-01-002834-6.
- Túmen, Zhù Dōnglì. Kāng Shēng yǔ “nèi rén dǎng” yuān àn : Тумэнь, Чжу Дунли. Кан Шэн и фабрикация дела «Народной партии Внутренней Монголии». Пекин: Издательство партшколы ЦК КПК :  [кит.]. — Běijīng : Zhōnggòng zhōngyāng dǎngxiào chūbǎnshè, 1995年. — 340 p. — Ориг.: [康生与“内人党”冤案／图们、祝东力者． 北京： 中共中央党校出版社]. — ISBN 7-5035-1325-X.
- Yú Rǔxìn. Kāng Shēng niánpǔ: Yīgè gòngchǎndǎng rén de yīshēng : Юй Жусинь. Жизнь китайского коммуниста: хронологическая биография Кан Шэна :  [кит.]. — Xiānggǎng : Xīn shìjì chūbǎnshè, 2023年. — vii, 697 p. — Ориг.: [康生年谱:一个共产党人的一生 / 余汝信编. 香港: 新世纪出版社]. — ISBN 978-988-13296-8-4.
- Faligot R., Kauffer R. The Chinese secret service :  [англ.] / Translated from the French by Christine Donougher. — New York : William Morrow and Company, Inc., 1989. — xviii, 527 p. — ISBN 0-688-09722-7.
- Byron J. and Pack R. The claws of the dragon : the evil genius behind Mao : Kang Sheng and his legacy of terror in People’s China :  [англ.]. — New York, London, Toronto, Tokyo, Sydney, Singapore : Simon & Schuster, 1992. — 560 p. — ISBN 0-671-69537-1.
  - Kāng Shēng zhuàn : Джон Байрон, Роберт Пэк. Биография Кан Шэна. Пер. с англ. Гу Чжаоминь :  [кит.] / Yuēhàn·Bàilún Luóbótè·Pàkè zhe; Gù Zhàomǐn děngyì. — Běijīng : Zhōngguó shèhuì kēxué chūbǎnshè, 1998年. — 473 p. — Ориг.: [康生传／约翰·拜伦罗伯特·帕克著顾兆敏等译．北京:中国社会科学出版社]. — ISBN 7-5004-2401-7.
  - Байрон Дж., Пэк Р. Когти дракона: Кан Шэн, злой гений Мао, и его политика террора в Китае / перевод с английского А. Г. Фесюн. — М. : Серебряные нити, 2018. — 472 с. — (Разведка и разведчики; 3). — 100 экз. — ISBN 978-5-89163-257-8.
- Глазунов О. Н. Китайская разведка. — М. : Алгоритм, 2008. — 256 с. — ISBN 978-5-9265-0544-0.
- Панцов А. В. Мао Цзэдун. — М. : Молодая гвардия, 2007. — 867 с. — (Жизнь замечательных людей). — 5000 экз. — ISBN 978-5-235-02983-5.
- Панцов А. В. Кан Шэн в Москве (1933—1937) // Вестник Московского университета. Серия 13: Востоковедение. — 2024. — Т. 68, № 3. — С. 5—35. — doi:10.55959/MSU0320-8095-13-68-3-1.
- Усов В. Н. Китайский Берия Кан Шэн. — М. : Олма-пресс, 2004. — 479 с. — ISBN 5-224-04575-4.